# Daniele Carnasciali
Daniele Carnasciali est un footballeur italien né le 6 septembre 1966 à San Giovanni Valdarno en Italie qui évoluait au poste de défenseur central.

## Biographie

### En club
Il joue dans plusieurs équipes italiennes de Serie A, notamment la Fiorentina et le Bologne Football Club 1909.

### En sélection
Il compte deux sélections nationales, sous la houlette d'Arrigo Sacchi : deux matchs amicaux en tant que titulaire, contre la Turquie et la Bosnie-Herzégovine.

### En tant que directeur sportif
Depuis 2001, il est le directeur sportif du Sangiovannese.

## Palmarès
- Fiorentina
  - Vainqueur de la Coupe d'Italie : 1996
  - Vainqueur de la Supercoupe d'Italie : 1996

## Source de la traduction
- (it) Cet article est partiellement ou en totalité issu de l’article de Wikipédia en italien intitulé « Daniele Carnasciali » (voir la liste des auteurs).